# Istinite priče vol 1.
Istinite priče vol 1. je prvi studijski album zagrebačke pjevačice Ivane Banfić objavljen 1994. godine. Najpoznatije pjesme s albuma su ljetni hit "Šumica", pjesma "Ti si bolji", poznatija pod "Da mu nisam dala", i pjesma "Koljena", koja se našla i na njenom sedmom studijskom albumu Glamour.

## Popis pjesama
| Br. | Skladba              | Trajanje |
| --- | -------------------- | -------- |
| 1.  | »Koljena«            | 4:30     |
| 2.  | »Ja«                 |          |
| 3.  | »Pusti me na miru«   |          |
| 4.  | »Ti si bolji«        | 6:12     |
| 5.  | »Dobro znaš«         |          |
| 6.  | »Kada odeš«          |          |
| 7.  | »Da te mogu vratiti« |          |
| 8.  | »Šumica«             | 3:24     |